# Jądro (algebra liniowa)
Jądro – przeciwobraz wektora zerowego względem danego przekształcenia liniowego.

## Definicja formalna

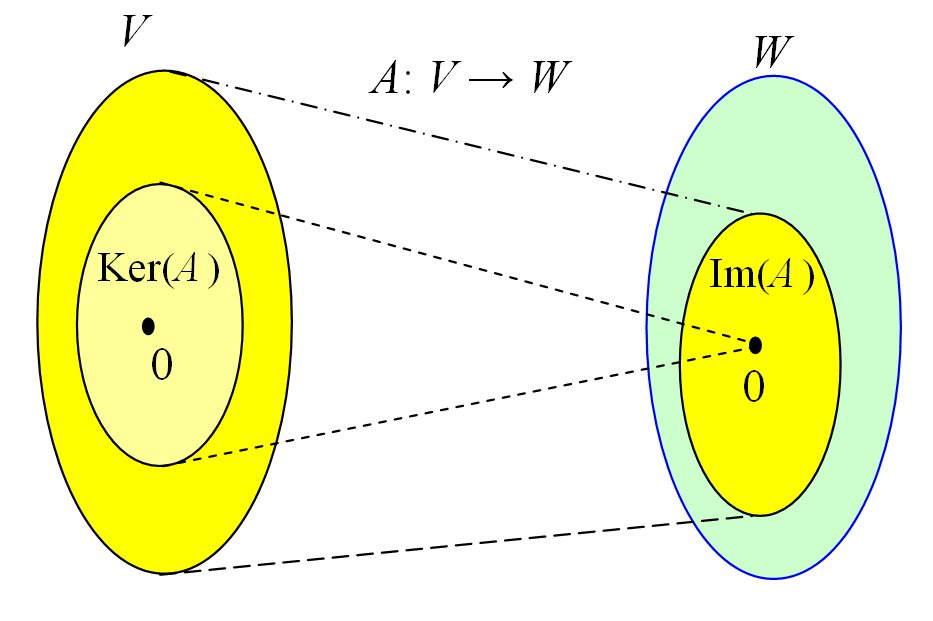
Jądro i obraz przekształcenia A.

Niech {\displaystyle V,\;W} będą przestrzeniami liniowymi nad ciałem {\displaystyle K} i niech {\displaystyle A\colon V\to W} będzie przekształceniem liniowym.
Jądrem przekształcenia liniowego {\displaystyle A} nazywamy zbiór

Przykład jądra – operator liniowyprzekształca wszystkie punkty na linii w punkt zerowy, tworząc w ten sposób jądro dla operatora liniowego

{\displaystyle \ker A=\{x\in V\colon A(x)=0\},}
tj. zbiór elementów {\displaystyle x} przestrzeni{\displaystyle V,} które przechodzą w element {\displaystyle 0} przestrzeni {\displaystyle W.}
Oznaczenie {\displaystyle \ker } pochodzi od ang. kernel.

## Własności
- {\displaystyle \ker A} jest podprzestrzenią liniową {\displaystyle V.}
- przekształcenie {\displaystyle A} jest różnowartościowe {\displaystyle \iff \ker A=\{0\}}
- Obraz przekształcenia {\displaystyle A} jest izomorficzny z ilorazem przestrzeni {\displaystyle V} przez jądro tego przekształcenia

{\displaystyle \mathrm {im} (A)\cong V/\ker(A){\text{.}}}
- Wynika stąd twierdzenie o rzędzie: suma wymiaru jądra i wymiaru obrazu przekształcenia {\displaystyle A} z przestrzeni {\displaystyle V} jest równa wymiarowi przestrzeni {\displaystyle V{:}}

{\displaystyle \dim(\ker A)+\dim(\operatorname {im} A)=\dim V}
- Jeżeli {\displaystyle V} jest przestrzenią z wewnętrznym iloczynem skalarnym, to iloraz {\displaystyle V/\ker(A)} może być uważany za ortogonalne dopełnienie jądra {\displaystyle \ker A} do przestrzeni {\displaystyle V.}